# Plethodon aureolus
Espèce
Statut de conservation UICN

 DD  : Données insuffisantes
Plethodon aureolus est une espèce d'urodèles de la famille des Plethodontidae.

## Répartition
Cette espèce est endémique d'Amérique du Nord. Elle se rencontre aux États-Unis, au Tennessee dans les comtés de Polk et de Monroe et en Caroline du Nord dans les comtés de Graham et de Cherokee.

## Étymologie
Le nom spécifique aureolus vient du latin aureolus, doré, orné ou magnifique, en référence aux tâches dorsales cuivrées aux couleurs vives de cette espèce.

## Publication originale
- Highton, 1984 "1983" : A new species of woodland salamander of the Plethodon glutinosus group from the southern Appalachian Mountains. Brimleyana. North Carolina State Museum, Raleigh, no 9, p. 1-20 (texte intégral).